# لیو شنگانگ
لیو شنگانگ (انگلیسی: Liu Shenggang؛ زادهٔ ۱۵ نوامبر ۱۹۷۶) جودوکار اهل چین بود. وی در بازی‌های المپیک تابستانی ۱۹۹۶ شرکت کرده‌است.